# متحف التراث الأردني
متحف التراث الأردني هو متحف أردني يعتبر جزءًا من كلية الآثار والأنثروبولوجيا في جامعة اليرموك اُفتتح عام 1988م. يقدّم المتحف نشاطات كثيرة للمجتمع المحلي وللطلبة وللباحثين والزوار من ضمنها المعارض والمحاضرات والزيارات، كما يعتبر المتحف مكملاً لما يقوم به علماء الآثار والأنثروبولوجيا والنقوش من أعمال تساعد في تفسير تاريخ الأردن، كما يوضح المتحف مراحل التطور الحضاري التي شهدها الأردن خلال الفترات الزمنية المتعاقبة، والتركيز على العلاقات والاتصالات الثقافية والتوزيع السكاني والحياة الاقتصادية ومختلف المظاهر الحضارية.
يوضح المتحف مراحل التطور الحضاري ضمن فترات زمنية متتبعة، ويركز على العلاقات والاتصالات الثقافية والتوزيع السكاني والحياة الاقتصادية ومختلف المظاهر الحضارية.
تتضمن القاعة الرئيسية معروضات توضح ملامح التاريخ الاجتماعي منذ أقدم العصور ابتداء من مجتمعات الصيد والجمع ومن ثم مجتمعات القرى الزراعية ومن ثم مجتمعات دول المدن ومجتمعات الرعاة والبدواة المبكرة ومن ثم علاقة الشرق بالغرب منذ القرن الرابع قبل الميلاد وحتى منتصف القرن السابع الميلادي ومن ثم الأردن كجزء من العالم الإسلامي بالإضافة إلى إعادة تمثيل لبعض الحرف التقليدية والبيت الريفي.

## أقسام المتحف
مراحل جمع الطعام ومراحل الإنتاج المبكرة
غطي التاريخ البشري في الأردن كما دلت الدراسات على أكثر من مليون ونصف المليون سنة مضت اعتمد فيها الإنسان خلال هذه الحقبة الطويلة على الصيد وجمع النباتات، وكانت ادوات العصر الحجري القديم التي اكتشفت متنوعة ومصنوعة من الحجارة المحلية كالبازلت والصوان.
وفي حوالي 1700 إلى 8000 قبل الميلاد تعلم الإنسان استغلال مصادر الطعام والتخصص في صيد الحيوانات وأصبح جمع بذور الاعشاب مصدرا رئيسيا للعيش، ووجود الاجران والمدقات الحجرية والشفرات الصوانية دليل على تزايد اهمية بذور النباتات وبدأ الإنسان يميل للعيش في مجموعات أكبر وأكثر تنظيما.
وظهرت مواقع سكنية شبه دائمة على شكل اكواخ صغيرة. وكان الانتقال من مرحلة جمع الطعام إلى إنتاجه متدرجا لقد كان لمرحلة الانتقال إلى إنتاج الطعام آثار واضحة على حياة الاستقرار وما يتبعها من تحولات اجتماعية وسياسية ومعتقدات فكرية ودينية.
وتاسست قرى زراعية كبيرة حول الاودية ومصادر المياه ومثال ذلك اريحا وعين غزال وبيضا وبسطة وتتطورت المنازل من غرف معزولة مستديرة الشكل إلى بيوت مستطيلة ومتصلة.
حوالي 6000 قبل الميلاد أصبحت القرى الزراعية تظهر في مناطق المرتفعة ووادي الأردن واهتدى سكانها إلى صناعة الفخار كمادة أساسية في الاستعمالات المنزلية. وحقق الإنتاج الزراعي مستوى متقدم حتى غدى المصدر الرئيسي للغذاء في الالف الخامس ق.م وازدهرت في هذه الفترة مجموعة كبيرة من القرى مثل تليلات الغسول وأبو ثواب وسحاب.
تطور الدويلات والمدن 3200_ 400 قبل الميلاد
شهد الأردن واجزاء من بلاد الشام ثلاث مراحل للتمدن فتطورت القرى المزدحمة مع بداية الالف الثالث قبل الميلاد إلى مدن محصنة مثل جاوه وباب الذراع والزريقون.
اما في الالف الثاني قبل الميلاد امتازت مراحل التمدن بتاثير مصري متزايد حتى أصبحت المنطقة بكاملها تحت التاثير المصري ومن بين المراكز الهامة في الالف الثاني قبل الميلاد سحاب وإربد ودير علا وعمان وتل الحيات وطبقة فحل.
وخضعت الصناعات إلى تحولات هامة وسريعة بما في ذلك التقدم في التعدين مع نهاية الالف الرابع قبل الميلاد، وادى خلط النحاس بالقصدير إلى إنتاج البرونز بصلابة أكبر.
أدى تاسيس ممالك العمونيين والمؤابيين والادوميين في الأردن والممالك الارامية الأخرى في سائر بلاد الشام إلى التحول جذري في النظام الاقتصادي مع نهاية الالف الثاني قبل الميلاد وتبع لها مستوطنات رئيسية اتخذت من عمان وذيبان والكرك وبصيرة عواصم لها. ومن مقومات هذه الممالك التجارة والتعدين والحياة الرعوية الامر الذي ساعدهم على السيطرة على جنوبي الأردن وفلسطين.

## معرض صور

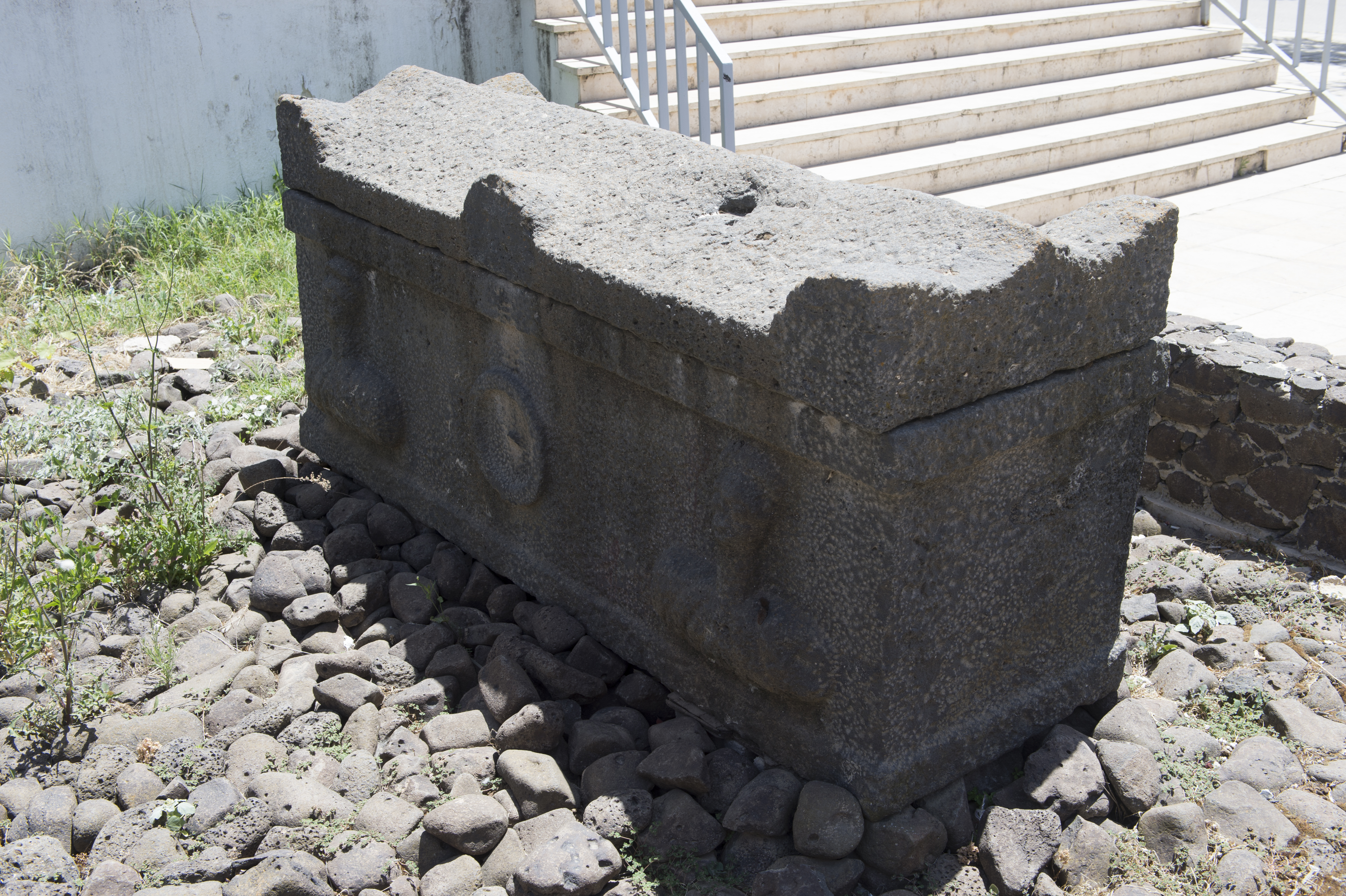
تابوت بسيط، ربما روماني
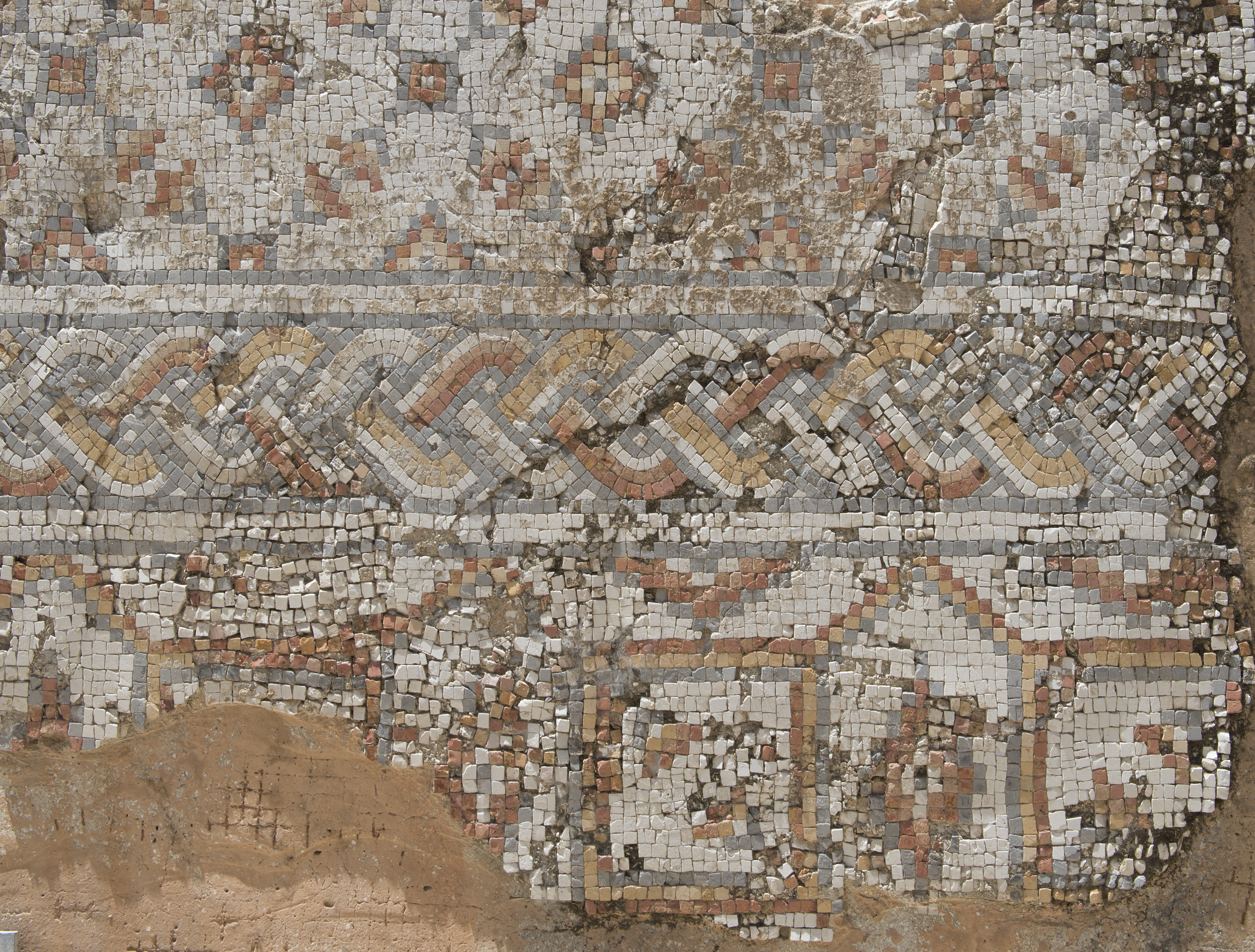
فسيفساء متحف اربد للتراث الأردني
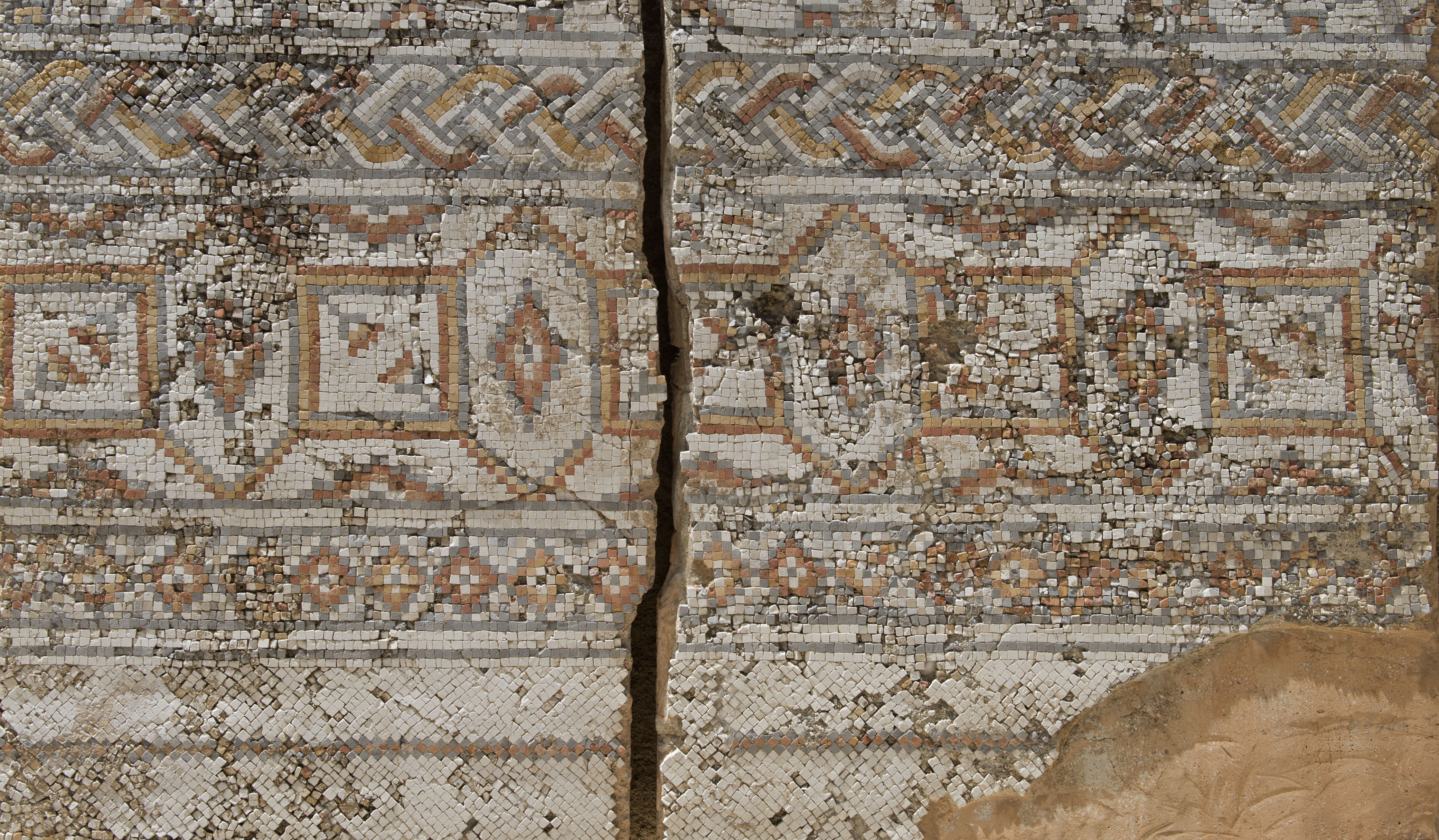
فسيفساء متحف اربد للتراث الأردني
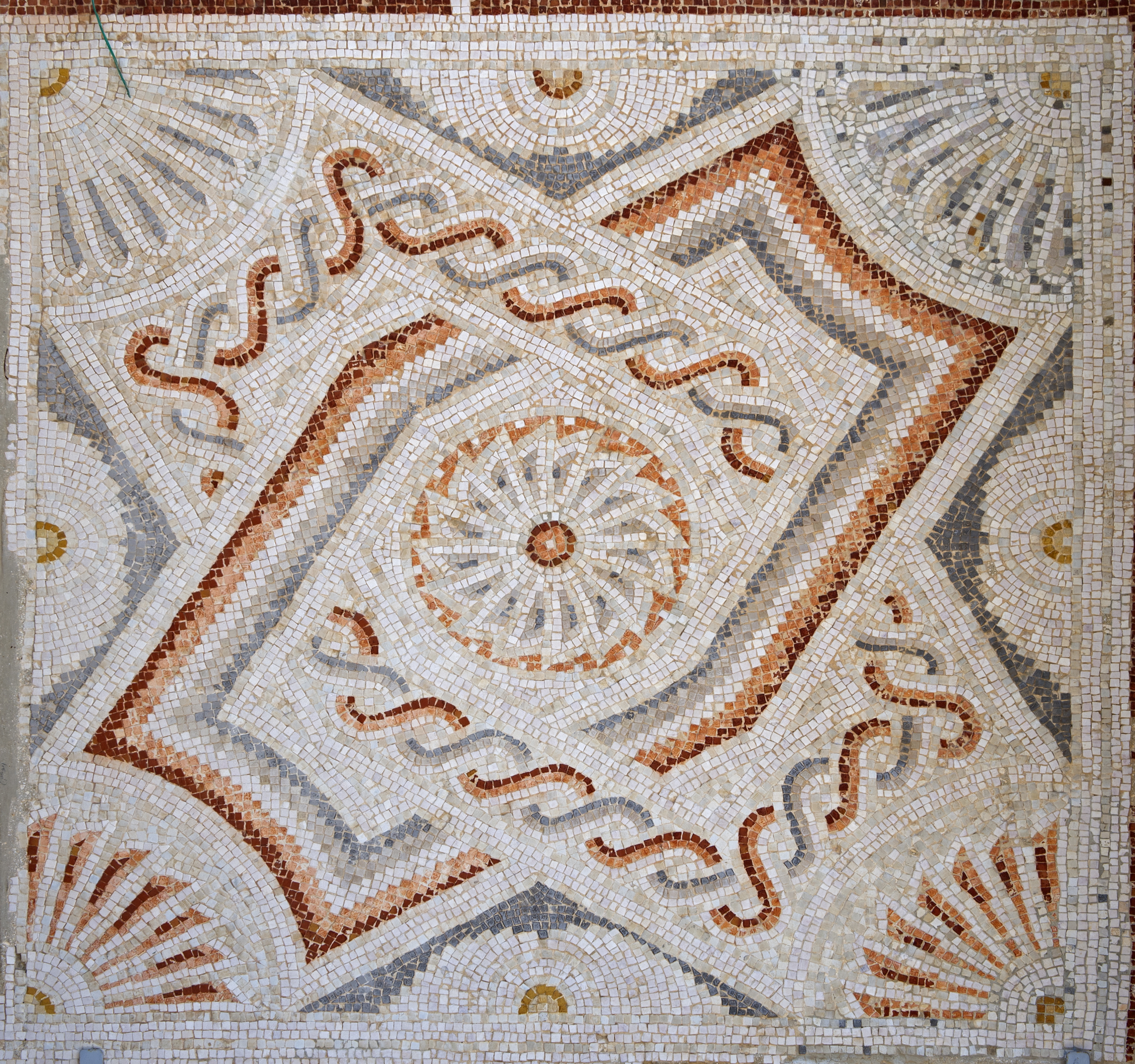
متحف إربد للتراث الأردني الفسيفساء قد تكون رومانية متأخرة.